# Александър Чаянов
Професор Александър Василиевич Чаянов (1888-1939) е руски аграрикономист, писател и изкуствовед.

## Биография и творчество
Роден е в Москва. Завършва Московския селскостопански институт, където работи дълги години. Доцент от 1913 и професор от 1918 г. Преподава и в Народния университет „А. Л. Шанявски“ (от 1911), а по-късно и в Комунистическия университет „Я. М. Свердлов“. Чете лекции по история и краезнание в Московския университет. Основател (1915) и първи председател на Леноцентъра.
През 1917 г. е заместник-министър на земеделието във временното правителство (само за ок. 2 седмици), а през 1919 – 1920 г. е председател на Съвета на Съюза на селскостопанските кооперации. През 1921 – 1923 г. е член на Народния комисариат на земеделието (Наркомзем).
Чаянов бил страстен библиоман и колекционер и се интересувал силно от историята на Москва. Член на дружеството „Стара Москва“ (1920). Събира богата колекция от западни гравюри, която служи за основа на неговата книга „Стара западна гравюра“ (1926). Пише романтични повести, пиеси и сценарии.
През 1919 основава Висш семинар по селскостопанска икономика и политика, който стои в основата на първия в страната Научноизследователски институт по селскостопанска икономика. Той е негов директор от 1922 до 1928 г. След това взима активно участие в организацията на селскостопанските кооперативи в страната, работи във висшите стопански органи, занимаващи се със селско стопанство. Арестуван е през юли 1930 г. по обвинение за участие в трудово-земеделска партия. Прекарва 4 г. в затвор в Алма Ата в Казахстан. През октомври 1937 г. е повторно арестуван и разстрелян.
Научната дейност на Чаянов е свързана с възникналото в началото на 20 век организационно-производствено направление в изучаването на селското стопанство. Неговата главна задача е да се изясни същността на трудово-земеделското стопанство, неговата организационно-икономическа структура и път за развитие. Чаянов отделя голямо внимание на изследването на теоретическите и практическите проблеми в развитието на селскостопанските кооперации.
Основният труд на Чаянов е „Организация на селското стопанство“ (1924). В него той подробно излага и обосновава своята семейно-трудова теория, доказваща изключителната способност за оцеляване в трудни условия и стабилност на традиционните семейни селски стопанства, както и благоприятното въздействие на кооперирането върху тези им качества.